# M. Thadeus Lempicki
M. Thadeus Lempicki est un tableau réalisé par la peintre polonaise Tamara de Lempicka en 1928. De format vertical, cette huile sur toile est un portrait Art déco de Tadeusz Łempicki, de qui elle divorce la même année. Vêtu d'un grand manteau noir et d'une écharpe blanche, l'homme y figure assis devant des gratte-ciel. Il tient un haut-de-forme de sa main gauche, laissée inachevée après la séparation.
Offerte par l'artiste en 1976, l'œuvre fait partie des collections du musée national d'Art moderne, à Paris. Elle se trouve en dépôt depuis 1995 au musée des Années Trente, à Boulogne-Billancourt, dans les Hauts-de-Seine.